# Bị cáo (phim truyền hình)
Bị cáo (tiếng Hàn: 피고인; Romaja: Pigoin; dịch nghĩa đen: "The Accused") là một  phim truyền hình với sự tham gia của Ji Sung, Um Ki-joon và Kwon Yuri. Và được phát sóng trên SBS thứ hai và thứ ba lúc 22:00 kể từ ngày 23 tháng 1, 2017.

## Tóm tắt
Park Jung-woo là một công tố viên ở Hàn Quốc Văn phòng công Tố Quận. Một ngày nọ anh thức dậy và thấy mình là tội phạm nguy hiểm với tội danh giết vợ và con gái. Bị tạm thời bị mất trí nhớ, Jung-woo không nhớ gì xảy ra với mình. Anh đấu tranh để phục hồi trí nhớ của mình và tìm ra sự thật về kẻ đã giết hại người thân mình.

## Diễn viên

### Chính
- Ji Sung vai Park Jung-woo[1]

Park Jung Woo là một công tố viên chuyên nghiệp. Anh là một người có năng lực trong công việc và không bào giờ thất bại trong việc khiến bị cáo phải nhận tội.
- Um Ki-joon vai Cha Sun-ho / Cha Min-ho

Um ki-joon sẽ đóng vai kép, Cha Sun Ho/ Cha Min Ho. Là con trai của chủ tịch tập đoàn Chamyung nhưng lại có tính cách trái ngược nhau.
- Kwon Yuri vai Seo Eun-Hye[2]

Một luật sư công luôn bảo vệ lẽ phải, mạnh mẽ đấu tranh giành lại công bằng. Nhưng dù cố gắng hết sức để đấu tranh công lý nhưng sau cùng vẫn không thể cãi thắng trong mỗi phiên tòa.
- Oh Chang-seok vai Kang Jun-Hyuk

Là công tố viên và cũng là bạn thân của Park Jung-Woo nhưng không ai biết được đâu mới chính là con người thật của anh.

### Vai phụ

#### Gia đình Jung Woo
- Son Yeo-eun vai Yoon Ji-soo (tập. 1), vợ Jung Woo
- Shin Rin-ah vai Park Ha-yeon (tập. 1, 7), con ɡái của Jung Woo
- Kang Sung-min vai Yoon Tae-soo, em vợ của Jung Woo
- Sung Byung-suk vai Oh Jung-hee, mẹ vợ của Jung Woo

#### Các công tố viên
- Park Ho-san vai Choi Dae-hong
- Lee Shin-sung vai Ko Dong-yoon
- Han Ji-woo vai Yeo Min-kyung

#### Tập đoàn Chamyung,
- Jang Gwang vai Cha Young-woon
- Ye Soo-jung vaiMyung Keum-ja
- Uhm Hyun-kyung as Na Yeon-hee, Con gái của tập đoàn bị phá sản, vợ của Cha Sun Ho.
- Kim Kyung-nam vai thư ký điều hành.

#### Nhà tù,
- Yoon Yong-hyun vai trưởnɡ tù.
- Woo Hyun vai Milyang
- Oh Dae-hwan vai Cheon Pil-jae aka Bundle, ɡiúp đỡ Jung-woo.
- Jo Jae-ryung vai Rockfish, bạn tù của Jung-woo
- Kim Min-seok vai Lee Sung-gyu, một tù nhân đanɡ chờ tòa phán xét với tội danh đánh cảnh sát, ɡây tai nạ ɡiao thônɡ, được Jung-woo coi như em trai.
- Jo Jae-yoon vai Shin Cheol-sik, bạn tù của Jung-woo

### Những người khác
- Kim Seung-hoon vai trưởnɡ an ninh nhà tù.
- Baek Ji-won vai dì của Eun Hye.
- Seo In-sung vai Cha Eun-soo, con của Yeon-hee
- Lee Jung-hun vai Yeo Sung-soo
- Oh Seung-hoon vai Kim Seok
- Seo Jung-yeon vai Kim Sun-hwa

### Vai diễn khách mời
- Kim Hwan vai Neo Anchor (Tập. 1)
- Seo Dong-won vai Oh Jong-min (Tập. 3, 7-8)
- Han Kyu-Won vai Lee Chan-Young (Tập. 6)
- Oh Yeon-ah Vai Jennifer Lee (Tập. 7 và 8)
- Lee Jo-hwa vai Tù nhân #2460 (Tập. 8)

## Sản xuất
Bị cáo là phim được đạo diễn bởi Jo Young-kwang của phim 49 Ngày, và viết bởi Choi Su-jin của City Hunter. Lần đầu tiên kịch bản diễn ra vào ngày 18 năm 2016 tại SBS Studio, Ilsan, Hàn Quốc.

## Nhạc Phim
Vào tháng 12 năm 2016, công ty sản xuất Signal Entertainment Group, đã ký một thỏa thuận với KT Music cho OST của Bị Cáo.

### Phần 1
| STT              | Nhan đề                | Phổ lời          | Phổ nhạc                    | Artist                    | Thời lượng |
| ---------------- | ---------------------- | ---------------- | --------------------------- | ------------------------- | ---------- |
| 1.               | "Dreaming Now"         | Dona Yuyu        | 17HOLIC Edison Lee Jung-won | Son Dong-woon (HIGHLIGHT) | 3:37       |
| 2.               | "Dreaming Now" (Inst.) |                  | 17HOLIC Edison Lee Jung-won |                           | 3:37       |
| Tổng thời lượng: | Tổng thời lượng:       | Tổng thời lượng: | Tổng thời lượng:            | Tổng thời lượng:          | 7:14       |

### Phần 2
| STT              | Nhan đề                          | Phổ lời                        | Phổ nhạc                  | Artist           | Thời lượng |
| ---------------- | -------------------------------- | ------------------------------ | ------------------------- | ---------------- | ---------- |
| 1.               | "Until the End" (끝까지)         | Jung San Park Se-joon Han Joon | Park Se-joon Song Jin-suk | San E            | 3:24       |
| 2.               | "Until the End" (끝까지) (Inst.) |                                | Park Se-joon Song Jin-suk |                  | 3:24       |
| Tổng thời lượng: | Tổng thời lượng:                 | Tổng thời lượng:               | Tổng thời lượng:          | Tổng thời lượng: | 6:48       |

## Tỉ lệ người xem
Trong bảng dưới đây, con số màu xanh đại diện thấp nhất và đánh giá của những con số đỏ đại diện cho các đánh giá cao nhất.
| Tập        | Ngày lên sóng        |                |                |             |              |
| Tập        | Ngày lên sóng        | Bình chọn TNmS | Bình chọn TNmS | AGB Nielsen | AGB Nielsen  |
| Tập        | Ngày lên sóng        | Cả nước        | Thủ đô Seoul   | Cả nước     | Thủ đô Seoul |
| ---------- | -------------------- | -------------- | -------------- | ----------- | ------------ |
| 1          | 23, tháng 1 năm 2017 | 11.9% (5th)    | 13.9% (4th)    | 14.5% (4th) | 16.3% (4th)  |
| 2          | 24 tháng 1 năm 2017  | 12.9% (4th)    | 15.1% (4th)    | 14.9% (4th) | 16.1% (3rd)  |
| 3          | 30 tháng 1 năm 2017  | 12.8% (4th)    | 15.1% (3rd)    | 17.3% (3rd) | 18.2% (2nd)  |
| 4          | 31 tháng 1 năm 2017  | 14.8% (4th)    | 17.8% (3rd)    | 18.7% (3rd) | 20.8% (2nd)  |
| 5          | 6 tháng 2 năm 2017   | 14.2% (4th)    | 16.3% (3rd)    | 18.6% (3rd) | 19.6% (2nd)  |
| 6          | 7 tháng 2 năm 2017   | 15.3% (4th)    | 18.5% (2nd)    | 18.6% (3rd) | 19.6% (2nd)  |
| 7          | 13 tháng 2 năm 2017  | 15.8% (4th)    | 18.9% (3rd)    | 20.9% (3rd) | 22.4% (1st)  |
| 8          | 14 tháng 2 năm 2017  | 16.6% (4th)    | 20.2% (2nd)    | 22.2% (2nd) | 23.8% (2nd)  |
| 9          | 20 tháng 2 năm 2017  | 15.9% (4th)    | 20.0% (2nd)    | 21.4% (3rd) | 23.1% (2nd)  |
| 10         | 21 tháng 2 năm 2017  | 16.8% (4th)    | 20.4% (2nd)    | 22.2% (2nd) | 23.4% (2nd)  |
| 11         | 27 tháng 2 năm 2017  | 19.8% (3rd)    | 22.7% (2nd)    | 23.3% (2nd) | 24.6% (1st)  |
| 12         | 28 tháng 2 năm 2017  | 19.0% (3rd)    | 22.1% (1st)    | 22.9% (2nd) | 23.9% (2nd)  |
| 13         | 6 tháng 3 năm 2017   | 18.8% (3rd)    | 22.2% (2nd)    | 23.7% (2nd) | 25.4% (1st)  |
| 14         | 7 tháng 3 năm 2017   | 20.1%(3rd)     | 23.4%(1st)     | 24.9%(2nd)  | 26.1%(1st)   |
| 15         | 13 tháng 3 năm 2017  | 20.3% (3nd)    | 23.5% (2nd)    | 25.6% (2nd) | 27.1% (1st)  |
| 16         | 14 tháng 3 năm 2017  | 21.3% (3nd)    | 24.6% (1st)    | 25.4% (2nd) | 27.1% (1st)  |
| 17         | 20 tháng 3 năm 2017  | 24.8% (2nd)    | 29.0% (1st)    | 27.0% (2nd) | 28.8% (1st)  |
| 18         | 21 tháng 3 năm 2017  | 26.6% (2nd)    | 30.3%(1st)     | 28.3%(1st)  | 29.7%(1st)   |
| Trung bình | Trung bình           | 17.7%          | 20.8%          | 21.7%       | 23.1%        |